# تيار بيركلاند

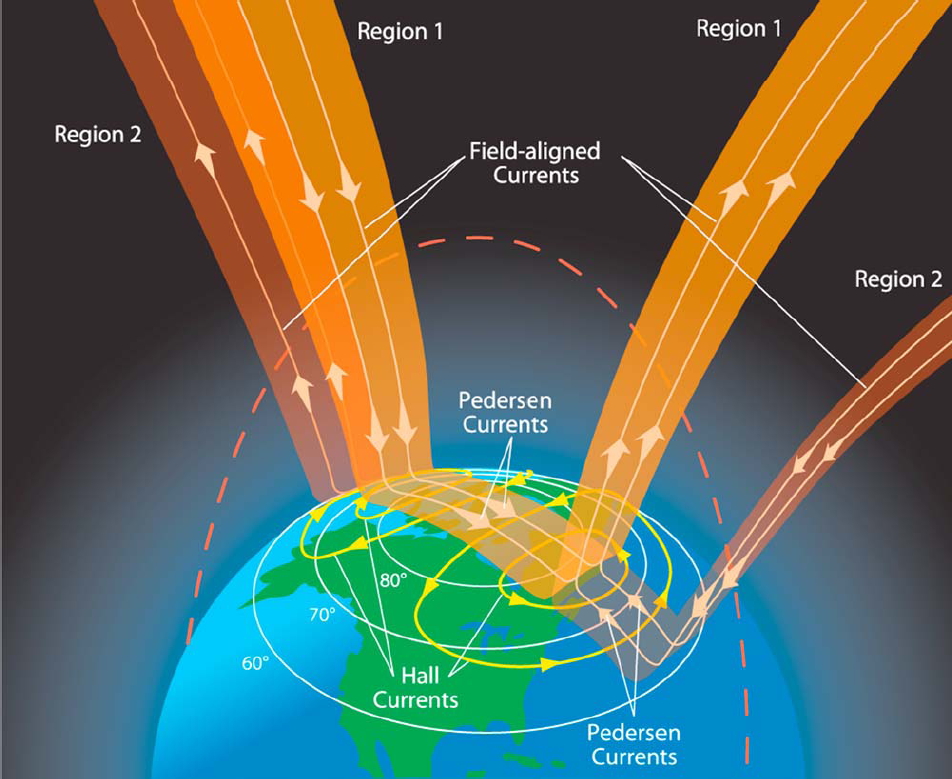

تيار بيركلاند هو كل تيار كهربائي بالبلازما الفضاء وبدقة أكثر الجسيمات المشحونة التي بالتيار وتخضع لمجال مغناطيسي ( ولهذا يسمى أيضا تيار المجال المنحاز).
ويظهر بسبب تعامد حركة البلازما مع المجال المغناطيسي لها وتيارات بيركلاند عادة تظهر الشكل المغناطيسي كفتيلة أو شبيه الحبل الملتوي. وتيارات بيركلاند تعود بالأصل إلى التيار الكهربي الذي يسهم بالشفق ويظهر بسبب تفاعل البلازما الناتج بواسطة تفاعل الرياح الشمسية مع المجال المغناطيسي المحيط بالأرض, التيار يعبر باتجاه الأرض منحدرا وقت الصباح من طبقة الأيونوسفير حول القطب الشمالي ويرحل عائدا إلى الفضاء بالليل من المجال الأيونيسفير. تسمى تيارات بيركلاند أحيانا بنفاثات الكهرباء الشفقية. وتسمى باسم مكتشفها النرويجي كريستين بيركلاند في عام 1903 أخذ على عاتقه مسؤولية البعثات إلى دائرة القطب المتجمد لدراسة الشفق.